# 朱麗安娜東京
朱麗安娜東京（日语：／ Juriana Tōkyo）是日本的一家營業於1991年5月15日至1994年8月31日的迪斯科，位於東京都港區芝浦，正式名稱是「JULIANA'S TOKYO British discotheque in 芝浦」。

## 概要
朱麗安娜東京由綜合商社日商岩井和英國休閒公司溫布利（Wembley PLC）共同出資開設，開業於1991年5月15日。具體地址是東京都港區芝浦1-13-10第三東運大廈1層，總面積有1,200平方公尺，最大收容人數有2,000人。朱麗安娜東京雖然是當時東京規模最大的迪斯科，但內裝並無獨特之處，亦缺少大型活動，因此並不被業內人士看好。然而開業翌月，朱麗安娜東京的入場人數就達到2.5萬人；7、8月更超過3萬人。
當時芝浦一帶已有眾多利用閒置倉庫開設的大規模迪斯科。朱麗安娜東京開業之初的理念是「普通的職業女性亦可度過高雅一夜的英國資本保守迪斯科」。然而因媒體大篇幅報道朱麗安娜東京的大舞台，穿著緊身衣，強調身體曲線的客層逐漸成為朱麗安娜東京的主流女性客層。有「荒木師匠」之稱的荒木久美子亦因朱麗安娜東京而成名。身穿緊身衣的女性聚集在舞台上，手中揮舞「朱麗扇」（在VIP室發放的印有朱麗安娜東京商標的扇子或羽毛扇）的光景成為朱麗安娜東京的象徵。現在日本媒體仍然經常使用這一場面作為「泡沫經濟時期具代表性的光景」。然而需要注意的是，在朱麗安娜東京實際營業的1991年至1994年，日本泡沫經濟已經崩潰，兩者時期並非重合。
在朱麗安娜東京的人氣鼎盛時期，愛貝克思曾與其合作，發行俱樂部實際使用的迪斯科樂曲的CD。隨著朱麗安娜東京人氣飆升，緊身衣的認知度也水漲船高。有不少男性為目睹這一光景亦前往朱麗安娜東京，使得男性客人顯著增加。對此警視廳對朱麗安娜東京發出指導，朱麗安娜東京因此在1993年11月撤除了大舞台。此後朱麗安娜東京的客流逐漸減少，終於在1994年8月31日關門歇業。這一天朱麗安娜東京免費對外開放，來自日本全國各地的迪斯科愛好者蜂擁而至，等待入場的人群甚至排到了田町站。

## 停業之後
朱麗安娜東京關閉之後，其原址改為體育用品店「ASR芝浦」，並營業至2011年。2014年時，第三東運大廈是廣告公司TBWA HAKUHODO的辦公場所。
2008年9月6日，在Differ有明舉辦了一夜限定的朱麗安娜東京復活活動，吸引1.3萬人參加。2018年10月26日，JULIANA'S TOKYO BRITISH DISCOTHEQUE IN OSAKA在大阪市北區堂山町開業，被認為是朱麗安娜東京的復活。但該店已在2020年因嚴重特殊傳染性肺炎疫情而關閉。